# بیترتاون، شهرستان لانکاستر، پنسیلوانیا
بیترتاون (به انگلیسی: Beartown) یک منطقهٔ مسکونی در ایالات متحده آمریکا است که در شهرستان لنکستر، پنسیلوانیا واقع شده‌است. بیترتاون ۱۷۰٫۰۸ متر بالاتر از سطح دریا قرار دارد.